# Kilayur
Kilayur (alter Name Kaliyapatti) ist ein Dorf mit rund 2.100 Einwohnern im südindischen Bundesstaat Tamil Nadu. Am Ortsrand steht ein mittelalterlicher Shiva-Tempel.

## Lage
Kilayur befindet sich ca. 23 km (Fahrtstrecke) südwestlich der Distriktshauptstadt Pudukkottai in einer Höhe von ca. 70 m ü. d. M. Das Klima ist warm bis heiß; Regen fällt hauptsächlich während der Monsunmonate Juli bis Dezember.

## Bevölkerung
Der weitaus größte Teil der nahezu ausschließlich Tamil sprechenden Einwohner des Ortes sind Hindus; andere Religionen spielen in den ländlichen Regionen Indiens kaum eine Rolle. Der weibliche Bevölkerungsanteil ist ca. 8 % höher als der männliche.

## Wirtschaft
Die Feldwirtschaft und in geringem Umfang auch die Viehzucht (Kühe, Hühner) bilden die Lebensgrundlage der Bevölkerung. Im Ort selbst haben sich auch Kleinhändler, Handwerker und Tagelöhner angesiedelt.

## Geschichte
Wie weit die Geschichte des Ortes zurückreicht ist unklar. Die Gegend war vom 7. bis zum 9. Jahrhundert zwischen dem Pandya-Reich im Süden und den Pallava im Norden umstritten.

## Sehenswürdigkeiten
Der nur noch aus der Cella (garbhagriha) bestehende Shiva-Tempel wird zumeist in das ausgehende 8. Jahrhundert datiert; er hatte wohl ehemals eine kleine hölzerne Vorhalle (mandapa), die auf der gemeinsamen Sockelzone aufruhte. Die Außenwand des Baukörpers ist nur wenig gegliedert (Pilaster); Figurennischen fehlen. Das umlaufende Traufgesims zeigt kleine Blendfenster (kudus). Der quadratische Aufsatz ähnelt einem Gebäude mit Scheineingängen und abschließender gebauchter Haube; ihr ehemals wohl vorhandener Vasenaufsatz (kalasha) ist verschwunden.